# 21 (szám)
A 21 (huszonegy) (római számmal: XXI) a 20 és 22 között található természetes szám.

## A matematikában
A tízes számrendszerbeli 21-es a kettes számrendszerben 10101, a nyolcas számrendszerben 25, a tizenhatos számrendszerben 15 alakban írható fel.
A 21 páratlan szám, összetett szám. Félprím. Kanonikus alakban a 31 · 71 szorzattal, normálalakban a 2,1 · 101 szorzattal írható fel. Négy osztója van a természetes számok halmazán, ezek növekvő sorrendben: 1, 3, 7 és 21.
Háromszögszám, nyolcszögszám. Motzkin-szám. Blum-egész (olyan félprím, aminek prímtényezői Gauss-prímek). Fibonacci-szám. Harshad-szám.
Négyes számrendszerben repdigit.
2-hipertökéletes szám.
Erősen érinthető szám: minden nála kisebb számnál többször áll elő számok valódiosztóösszeg-függvényeként.
A 21 három különböző szám valódiosztóösszeg-függvényeként előáll, ezek: 18, 51 és 91.
A 21 megjelenik a Padovan-sorozatban.

## Egyéb jelentése
- A huszonegy egy kártyajáték neve is.

## A tudományban
- A periódusos rendszer 21. eleme a szkandium.